# Hahnheide
La Hahnheide es una zona boscosa en una morrena situada en el este del municipio de Trittau (Stormarn) en Schleswig-Holstein.
En la Edad Media, la Hahnheide, estaba conectada con el Sachsenwald. Debido a su extrema explotación económica hasta 1821, el bosque se redujo muchísimo. A mediados del siglo XIX comenzó su reforestación alcanzando hoy día el 95 % de su superficie. El área fue declarada reserva natural en 1938.
En sus 1.450 hectáreas, se encuentra la montaña Große Hahnheider de 99 m de altitud. Allí se construyó una torre de madera, con una altura de 27 metros.

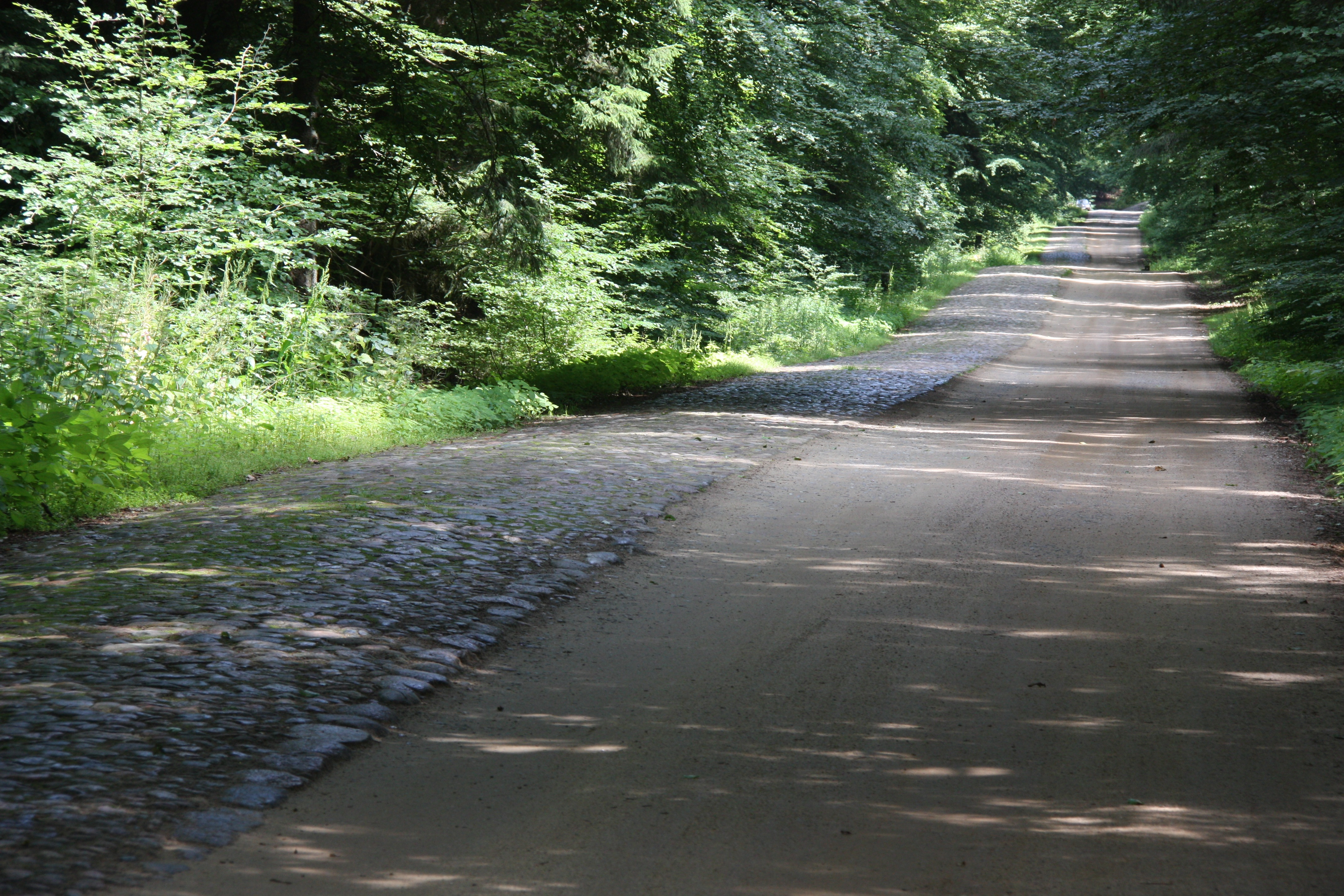
Carretera a través de la Hahnheide